# Monoxia apicalis
Monoxia apicalis es una especie de insecto coleóptero de la familia Chrysomelidae.
Fue descrita en 1939 por Blake. Se encuentra en Estados Unidos desde California a Arizona.